# Bencao shi yi
« Amplifications supplémentaires de la materia medica » Bencao shi yi 本草拾遗, écrit par Chen Cangqi 陈藏器, un lettré expert en médecine qui exerça les fonctions de haut fonctionnaire. Autre dénomination Chén Cángqì běncǎo 陳藏器本草 « Materia medica de Chen Cangqi ». Composé en 739, durant la dynastie Tang 唐, il comporte 10 juan.
L’ouvrage a introduit des centaines de drogues nouvelles dans la pharmacopée, suivant un processus d’extension constant tout au long de la longue histoire des pharmacopées chinoises. Citons notamment, la graine de pavot pour ses vertus sédatives ou le solvant de fer comme antidote de certains empoisonnements. Il a aussi donné une première classification en 10 types des formules (composées de plusieurs substances médicinales) intéressante.

## Le texte
Passionné de médecine, Chen Cangqi s’est consacré à l’étude des pharmacopées. Il pensait que le Shennong bencao jing, l'ouvrage fondateur de la lignée des bencao traditionnelles, comportait de nombreuses lacunes en dépit de ses extensions successives:
- d’abord par Tao Hongjing (456-536) avec Bencao jing jizhu 本草经集注 « Commentaires du classique de la matière médicinale », vers l’an 500.
- puis par Su Jing avec sa Xinxiu bencao 新修本草 « Nouvelle révision de la matière médicale » en 659 (sous les Tang).

C’est pourquoi il entreprit de combler les lacunes de cette dernière (nommée aussi Tang bencao 唐本草), en écrivant un supplément à l’œuvre, qu’il intitule Bencao shi yi 本草拾遗 (en 739), durant la période kaiyuan (開元) 713-741. C’était durant la première partie du règne de l’empereur Xuanzong 玄宗, considérée comme l’apogée de la dynastie Tang.
| Bencao shiyi 本草拾遗 Table des matières (10 chapitres) |         |
| Préface et introduction, xùlì 序例                      | 1 chap. |
| Sujets qui ont été négligés, shíyí 拾遺                 | 6 chap. |
| Explications de points obscures, jiěfēn 解紛            | 3 chap. |

Le texte originel de la Bencao shi yi a été perdu, probablement durant la période Song (960-1279), mais de nombreux fragments apparaissent dans divers recueils ultérieurs dont le Kai bao bencao 开宝本草, le Jia you bencao 嘉佑本草 et le Zheng lei bencao 证类本草 / (anc.) 證類本草.
Les bencao suivantes ont cité abondamment les descriptions des drogues nouvelles et les commentaires du Bencao shi yi, si bien qu’on en connait un grand nombre.

### Exemples de notices
Chen Cangqi fut le premier à mentionner le cristal de roche, shuijing 水晶 et le verre, boli 玻璃, comme des matières médicales. Pour le verre, il indique
« Boli, saveur: piquant, [thermo-influence:] froid. Pas d’efficacité thérapeutique. Maitrise la peur et l’agitation, de même que la chaleur dans le cœur. Il peut pacifier le cœur, éclaircir les yeux et de soigner les yeux rouges. S’il est pressé [contre le corps], il élimine chaleur et gonflement. C’est un produit précieux des Pays de l’ouest. C’est « le roi de l’eau ». Certains disent qu’il est le produit de la transformation de la glace en mille ans. Il a pour origine les minéraux terrestres mais il ne constitue pas nécessairement de la glace. Parmi les cristaux de roche et les gemmes, c’est le plus brillant et clair. C’est une gemme qui si on la plonge dans l’eau devient invisible. Si on la presse contre les yeux, elle tire des larmes chaudes. Certains l’appelle « gemme-feux-flamme ». Si on la tourne vers le soleil, elle peut capter le feu solaire. »
Les anciens alchimistes chinois croyaient que le verre avait une valeur médicinale et constituait un bon matériau pour raffiner les élixirs. Le verre n’avait toutefois pas été mentionné dans une bencao antérieure même pas celle de Tao Hongjing, alchimiste réputé.
L’utilisation de solvant de fer tiejiang 鐵漿/铁浆, comme agent de détoxification a été mentionné pour la première fois par Chen Cangqi. On s’aperçut plus tard que c’était un antidote contre l’empoisonnement par le fer. Chen Cangqi indique:
« Prenez du fer, placez le dans un récipient et couvrez le d’eau. Après une longue période, quand émerge une mousse de couleur vive, retirez-le. [Le liquide] convient à la teinture en noir. Il dissout aussi tous les poisons qui entre dans l’estomac [...] Si quelqu’un a été blessé par un serpent, un chien, un tigre ou un poison tue-loup, ou a été piqué par un insecte mauvais, s’il prend [cette drogue, le poison] ne pénètrera pas [dans son corps] »
L'usage médicinal du pavot (yīngsù 罌粟 Papaver somniferum) est aussi mentionné pour la première fois dans ce texte.
Le nombre exact de drogues de la Bencao shiyi n’est pas connu. Les pharmacopées postérieures de la tradition principale citent 488 notices de la Bencao shiyi.
Depuis que la Bencao shiyi a été reconnue sans aucun doute comme un supplément de la Tang bencao, Paul Unschuld (en 1986) pense que le nombre de 488 notices est un reflet correct des six chapitres intitulés « Sujets qui ont été négligés ». En revanche, l’extension aux trois derniers chapitres est incertaine.
Dans un ouvrage de Qian Xihe de l’époque des Song (960-1279), il est fait cette remarque « Le traitement des maladies par la consommation de chair humaine est une pratique qui imite les coutumes locales, comme le fait de couper un morceau de sa cuisse, une coutume encore respectée aujourd'hui ». Cela n'était pas accepté comme une pratique courante à l'époque, ce qui est une des raisons pour lesquelles Chen Cangqi a été critiqué pour avoir accepté des drogues de partie du corps, comme celles que Li Shizhen a décrites dans le Bencao gangmu. Parmi celles-ci, se trouvent le placenta humain, la bile humaine, les poils pubiens d’un garçon, l’oreiller mis sous la tête d’un mort.
Dans le Bencao gangmu, Li Shizhen fait l’éloge du livre et reproduit en grande partie son contenu avec un niveau de détail similaire. Il cite l’ouvrage 978 fois sous divers noms: Bencao shi yi, ou Shi yi, ou Chen Cangqi bencao, ou Chen bencao etc.
Exemples de notice du Bencao gangmu citant Bencao shiyi
Dans l’entrée sur tingli 葶藶 Lepidium apetalum Willd., une Brassicaceae, du Bencao gangmu, Li Shizhen à propos des graines indique:
Explication. [Li] Gao : le tingli provoque une descente massive du qi. Appliquer conjointement avec des substances âcres et acides, il élimine le qi responsable de l’enflure. La Bencao shi yi déclare : Appliqué avec des [substances] âcres et acides, il élimine le qi responsable de l’enflure. La Bencao shi ji 本草十劑 déclare : Grâce à une libération de liquide, les blocages peuvent être terminés. Le tingli et la racine de rhubarbe font partie d’un groupe [à l’origine d’une telle libération]. Ces deux substances sont très amères et froides. L’une d’elles sert à libérer du liquide [pour mettre fin] à un blocage du sang ; l’autre sert à libérer du liquide [pour mettre fin] à un blocage du qi. Le fait est que le qi amer et froid du tingli est fortement prononcé ; elles ne sont pas moins prononcées que celles de la racine de rhubarbe. De plus, par sa nature, il surpasse tous les autres médicaments pharmaceutiques. En libérant le liquide de la section yang, il [met fin] aux blocages dans les poumons. Et il peut également stimuler la défécation. La raison en est que son corps de lumière reflète le yang.
Li Gao (1180-1251) est un auteur du temps de la dynastie des Song qui joua un rôle important dans la naturalisation des explications. Mais déjà sous les Tang, Chen Cangqi donne des explications naturalistes sur les mouvements du qi et du sang provoqués par l'absorption d'une plante médicinale.

## Le classement des types de formules médicamenteuses
Traditionnellement, pour traiter une affection, le médecin chinois utilise le plus souvent une combinaison de substances médicinales. Ces substances nommées aussi matières médicales sont décrites une à une dans les bencao. Tao Hongjing a déjà expliqué comment combiner les substances en reconnaissant quatre types de rôles différents pour faciliter leur action en commun, calquée sur la structure gouvernementale donnant des fonctions particulières aux souverain, ministre, assistant, et messager [jūn chén zuǒ shǐ 君臣佐使] (voir Bencao jing jizhu#L’association des drogues entre elles, vers l'an 500).
Chen Cangqi a été le premier à proposer une classification  des « formules » ou « préparations » (jì 劑) en 10 types. Chaque « formule » dans ce contexte représente un groupe de substances qui partagent des propriétés similaires ou qui sont utilisées conjointement pour atteindre un effet spécifique sur le corps.
Ce sujet est traité dans l’introduction et deviendra autonome sous le nom de Bencao shi ji 本草十劑, « Les dix types de formule de la matière médicale », :
1. 宣 xuān, « diffuser » : pour promouvoir la circulation du qi, ou du sang, ou du mucus, afin de traiter les obstructions et les stagnations dans le but de disperser les accumulations de substances pathogènes
2. 通 tōng, « permettre de passer librement » : pour ouvrir les canaux et faciliter le mouvement du qi et du sang dans le corps, soulager la douleur et éliminer les obstructions dans les conduits/méridiens.
3. 補 bǔ, « supplémenter » : tonifiants renforcent le qi, le sang, le yin ou le yang du corps, selon les besoins spécifiques du patient. Ils sont utilisés pour éliminer les faiblesses et les déficiences.
4. 洩 xiè, « purger, drainer » : élimine les excès du corps, tels que l'excès de chaleur ou l'humidité, en favorisant la miction, la transpiration ou les selles.
5. 輕 qīng « alléger » :  les substances « légères » tendent à monter et à se disperser. Elles peuvent éliminer les faiblesses et être utilisées pour traiter les symptômes de tête et de gorge ou pour élever le yang.
6. 重 zhòng, « alourdir » : à l’opposé des remèdes qui allègent, ceux-ci qui sont « lourds » et descendent et calmes ; ils tendent à avoir les mêmes effets sur des parties du corps. Pour traiter les cas de « yang élevé » et pour ancrer l’esprit.
7. 滑 hua, « lubrifier » : pour  éliminer les adhérences, et faciliter les mouvements et les fonctions corporelles, souvent utilisés pour traiter les difficultés de mouvement ou les sécheresses internes.
8. 澀 sè, « retenir » : substances astringentes utilisées pour retenir les liquides corporels, contrôler la transpiration excessive, la diarrhée, ou les saignements.
9. 燥 zào « assécher » : remèdes pour éliminer l'humidité et les fluides excessifs, utilisés dans les cas d'humidité ou de phlegme.
10. 濕 shī, « humidifier » : à l'inverse des médicaments asséchants, ceux-ci augmentent l'humidité du corps et sont utilisés pour traiter la sécheresse interne et les yin déficients.